# Dreieck Karlsruhe
Dreieck Karlsruhe is een knooppunt in de Duitse deelstaat Baden-Württemberg.
In het half-sterknooppunt ten oosten van de stad Karlsruhe sluit de A8 vanuit Stuttgart aan op de A5 Hattenbacher Dreieck-Zwitserse grens bij Weil am Rhein.

## Geografie
Het knooppunt ligt in de stad Karlsruhe.
Nabij gelegen steden zijn Waldbronn en Ettlingen.
Het knooppunt ligt 5 km ten zuidwesten van het centrum van Karlsruhe.

Autobahndreieck Karlsruhe (2011)

## Geschiedenis
In 1938 werd de Reichsautobahn 5 tussen afrit Karlsruhe-Mitte en afrit Ettlingen en ook het Dreieck Karlsruhe en de Reichsautobahn 8 tot aan de afrit Pforzheim-West opengesteld voor het verkeer.
Voor de Tweede Wereldoorlog
Het knooppunt werd gebouwd als onderdeel van de directe verbinding tussen het Ruhrgebied en Salzburg.
Reconstructie 2011
De verbindingsboog Stuttgart–Basel over de A 5 wet tussen augustus 2011 en begin 2013 vervangen, omdat de oude brug zo slecht was dat hij vervangen moest worden.  De nieuwe brug kreeg meteen twee rijstroken en een iets ruimere boog.

## Configuratie
Rijstrook
Nabij het knooppunt hebben beide snelwegen 2x3 rijstroken.
Alle verbindingswegen hebben 2 rijstroken.
Knooppunt
Het knooppunt is gebouwd als een half-sterknooppunt.

## Verkeersintensiteiten
Dagelijks passeren ongeveer 206.000 voertuigen het knooppunt, dit maakt het knooppunt het drukste in Baden-Württemberg.
| Van                      | Naar               | Gemiddeld aantal voertuigen per dag | Percentage vrachtverkeer |
| ------------------------ | ------------------ | ----------------------------------- | ------------------------ |
| AS Karlsruhe-Mitte (A 5) | AD Karlsruhe       | 140.100                             | 14,3 %                   |
| AD Karlsruhe             | AS Ettlingen (A 5) | 84.800                              | 14,5 %                   |
| AD Karlsruhe             | AS Karlsbad (A 8)  | 84.800                              | 13,6 %                   |

## Richtingen knooppunt
| Aansluitende wegen                                                             | Aansluitende wegen                     | Aansluitende wegen                                             | Aansluitende wegen | Aansluitende wegen |
| ------------------------------------------------------------------------------ | -------------------------------------- | -------------------------------------------------------------- | ------------------ | ------------------ |
|                                                                                |                                        | richting Landau (Pfalz) / Karlsruhe-Mitte Mannheim / Frankfurt |                    |                    |
|                                                                                |                                        |                                                                |                    |                    |
|                                                                                | richting Pforzheim Stuttgart / München |                                                                |                    |                    |
|                                                                                |                                        |                                                                |                    |                    |
| richting Karlsruhe-Wolfartsweier / -Rheinhafen Ettlingen / Baden-Baden / Bazel |                                        |                                                                |                    |                    |